# Tir à l'arc aux Jeux olympiques de la jeunesse de 2018
Navigation
Édition précédente Édition suivante
Les épreuves de tir à l'arc aux Jeux olympiques de la jeunesse de 2018 ont lieu au Parque Sarmiento de Saavedra, à Buenos Aires, en Argentine, du 6 au 18 octobre 2018.

## Compétitions
| Événement          | Or                                      | Argent                                     | Bronze                      |
| ------------------ | --------------------------------------- | ------------------------------------------ | --------------------------- |
| Individuel garçons | Trenton Cowles                          | Akash Akash                                | Senna Roos                  |
| Individuel filles  | Zhang Mengyao                           | Elia Canales                               | Son Ye-ryeong               |
| Équipes mixtes     | Kyla Touraine-Helias José Manuel Solera | Agustina Sofia Giannasio Aitthiwat Soithon | Quinn Reddig Trenton Cowles |